# Alfred Bates
Alfred Hilborn „Al” Bates (ur. 24 kwietnia 1905 w Filadelfii, zm. 9 czerwca 1999 w Filadelfii) – amerykański lekkoatleta specjalizujący się w skoku w dal, uczestnik letnich igrzysk olimpijskich w Amsterdamie (1928), brązowy medalista olimpijski w skoku w dal. 

## Sukcesy sportowe
- trzykrotny medalista mistrzostw Stanów Zjednoczonych w skoku w dal – dwukrotnie złoty (1930, 1931) oraz srebrny (1928)[1]
- dwukrotny mistrz Intercollegiate Association of Amateur Athletes of America w skoku w dal – 1927, 1928[2]

| Rok  | Miasto    | Zawody               | Konkurencja | Wynik         |
| ---- | --------- | -------------------- | ----------- | ------------- |
| 1928 | Amsterdam | Igrzyska olimpijskie | skok w dal  | brązowy medal |

## Rekordy życiowe
- skok w dal – 7,58 – Cambridge 25/05/1928